# Kostel svatého Gotharda (Bouzov)
Kostel svatého Gotharda je římskokatolický kostel v severozápadní části obce Bouzov v okrese Olomouc. Leží v poměrně strmém svahu pod východní hradbou bouzovského hradu. Kostel představuje spojovací článek mezi obcí a hradem a spolu se sousední farou je výrazným prvkem panoramatu Bouzova. U kostela je malý hřbitov a celý areál je chráněný zdí s mohutnými opěrnými pilíři v dolní části svahu. Od roku 1964 je kostel spolu s ohradní zdí českou kulturní památkou.

## Historie
Kostel vznikl z původní goticko-renesanční hradní kaple zasvěcené sv. Gothardovi, jejíž vznik není doložen (může být ze stejného období jako hrad, tedy z počátku 14. století, ale některé prameny uvádějí rok 1540). V letech 1600 až 1615 vznikla v kapli hrobka bouzovských pánů Bergrů z Bergu. V 1. polovině 18. století bylo rozhodnuto o přestavbě kaple na farní kostel, stavba byla barokně upravena a následně i prodloužena. Stavbu údajně řídil zednický mistr z Lanškrouna Jan Achlig.
V roce 1782 byl kostel vydlážděn břidlicí a byla vybudována opěrná zeď kolem. V roce 1796 byla hrobka bouzovských pánů otevřena, ostatky byly uloženy do nových rakví a staré cínové byly prodány. V roce 1885, kdy byla podlaha znovu vydlážděna slezským mramorem, se pod ní našla další rodinná hrobka.
Kostel je farním kostelem farnosti Bouzov, která je inkorporovaná Německým řádem.

## Popis
Kostel je jednolodní orientovaná stavba podlouhlého obdélníkového půdorysu o rozměrech asi 12 × 40 m, zděná, omítnutá. Na jižní straně je boční kaple. V západní části je nevysoká čtyřboká věž, pod kterou je hlavní vchod ze severní strany s křížově klenutou předsíní. V ní je zazděný reliéf vytesaný z jednoho kusu kamene, který představuje korunování Panny Marie a apoštoly klečící okolo prázdného hrobu; je datován do 16. století.
Boční vchod na severní straně vede do patrové sakristie a na boční kruchtu, proti němu je boční vchod i na jižní straně. Střecha západní poloviny je o něco vyšší než střecha nad východní částí s polygonálním presbytářem, nad kterým je sanktusník.
V interiéru je rokokový hlavní oltář s obrazem sv. Gotharda a rokoková kazatelna.  
Součástí areálu kostela je neomítnutá ohradní zeď z lomového kamene, kterou na východní straně podepírají nepravidelně umístěné pilíře. Na jižní i na severní straně jsou schodiště vedoucí kolem této zdi ke vstupním branám do areálu.  
U hlavního vchodu do kostela stojí misijní kříž z roku 1854.    